# Sparganopseustis flaviciliana
Sparganopseustis flaviciliana es una especie de polilla del género Sparganopseustis, categorizada en la tribu Sparganothini, de la subfamilia Tortricinae. Fue descrita por Walsingham en 1913.
Fue publicada en Biol. Centr.-Am. Lepid. Heterocera 4: 213. Se distribuye por América Central: Costa Rica, cerca del volcán Irazú.